# Rhabdozoum
Rhabdozoumis een geslacht van mosdiertjes (Bryozoa) uit de familie Rhabdozoidae en de orde Cheilostomatida.

## Soorten
- Rhabdozoum stephensoni O'Donoghue & de Watteville, 1944
- Rhabdozoum wilsoni Hincks, 1882